# آلماش (روسیه)
آلماش (انگلیسی: Almash) یک شهرک در شهرستان شارانسکی استان باشقیرستان کشور روسیه است.